# Pont de Bercy
Pour les articles homonymes, voir Bercy.
Le pont de Bercy est un pont franchissant la Seine à Paris, en France.

## Situation et accès
Il relie le 12e arrondissement (au pied du ministère de l'Économie et des Finances et de la salle polyvalente du palais omnisports de Paris-Bercy) au 13e arrondissement, dans le prolongement du boulevard de Bercy et du boulevard Vincent-Auriol.
 Outre plusieurs voies de circulation, il supporte un viaduc ferroviaire utilisé par la ligne 6 du métro.
Ce site est desservi par la station de métro Quai de la Gare.

## Architecture
Le pont en arc encastré, à multiples travées, a été construit entre 1863 et 1864, surélevé en 1904, élargi entre 1989 et 1992. Il a été inauguré en 1864, sa reconstruction s’inscrivant dans le cadre de la rénovation globale de la capitale voulue par Napoléon III et portée par le baron Haussmann.
Le matériau utilisé fut du béton armé avec habillage de pierre (1992). Sa longueur est de 175 m, la longueur des cinq travées est de 29 m. La largeur de la poutre est de 19 m (1864), puis de 35 m (1992). Sa largeur totale est de 40 m.
Il comprend un viaduc ferroviaire pour la ligne 6 du métro au-dessus du niveau réservé à la circulation automobile.

## Origine du nom
Il porte le nom de l'ancien village de Bercy, devenue un quartier de Paris, auquel il mène.

## Historique

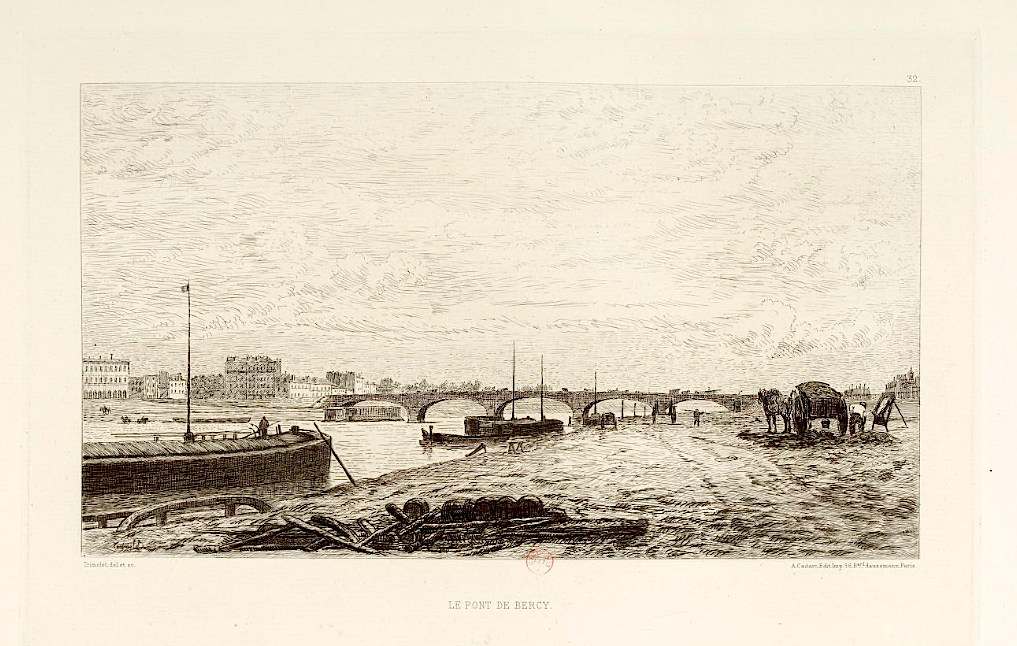
Alphonse Trimolet : Le Pont de Bercy, eau-forte, 1875.

Jusqu'en 1832, la traversée entre Bercy et La Salpétrière alors hors des limites de Paris, s'effectuait par bac (à hauteur de l'actuel pont).
Le 24 janvier 1832 Louis Philippe inaugure, à hauteur de la barrière de la Rapée, un pont suspendu à péage qui fut appelé « pont d'Orléans » à cause du voisinage de la gare d'Orléans. Le trafic intense auquel il était soumis faisant craindre un effondrement, son remplacement par un pont en pierre, mais la Révolution de 1848 reporta le projet et en 1861, le péage, dont les coûts étaient d'un sou par piéton, trois sous par cabriolet (y compris pour les personnes transportées) et cinq sous par voiture à quatre roues attelée de deux chevaux, fut abandonné.
Entre 1863 et 1864, il est remplacé par un ouvrage en maçonnerie et prend le nom de « pont de la Gare » du nom du quartier de la Gare avant de prendre son nom actuel.
En 1904, le pont fut élargi une première fois de 5,50 m côté amont, passant de 20 m à 25 m environ, afin de pouvoir lui superposer le viaduc de la ligne 6 du métro. Avec ce nouveau viaduc, le pont devient asymétrique : le viaduc du métro est construit sur l'élargissement, et donc à l’aplomb de la Seine, les voies de circulations automobile étant côté aval.
En 1986, la décision fut prise d'élargir de nouveau le pont afin de créer trois voies automobiles supplémentaires. Le projet retenu proposait de doubler l'édifice en lui accolant, de nouveau côté amont, un pont parfaitement symétrique par rapport au viaduc du métro. Bien qu'identique en tout point à l'original, tant au niveau des piles que des travées, le nouveau pont est bâti en béton armé et recouvert d'un habillage en pierre. La partie inférieure du tablier, visible seulement depuis la Seine, n'est en revanche pas habillée, laissant à nu le béton armé.
Les travaux débutèrent en 1989 et le pont fut livré en 1992, après avoir gagné 16 m de large pour une largeur totale de 35 m. Cette réalisation fut confiée à l'architecte néo-classique Christian Langlois (1924-2007), spécialisé dans la restauration et l'extension de bâtiments anciens.

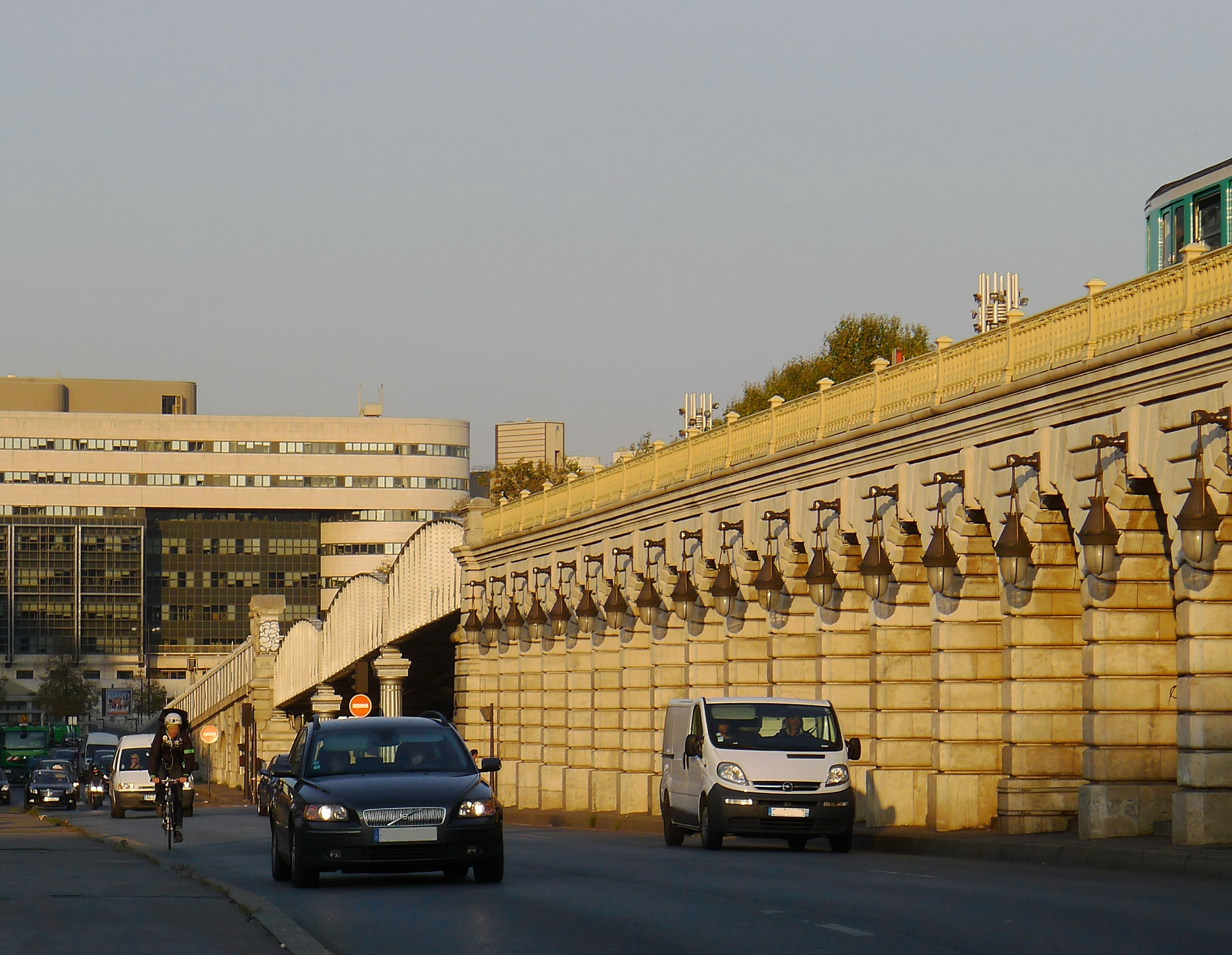
Pont de Bercy avec le viaduc du métro (2011).
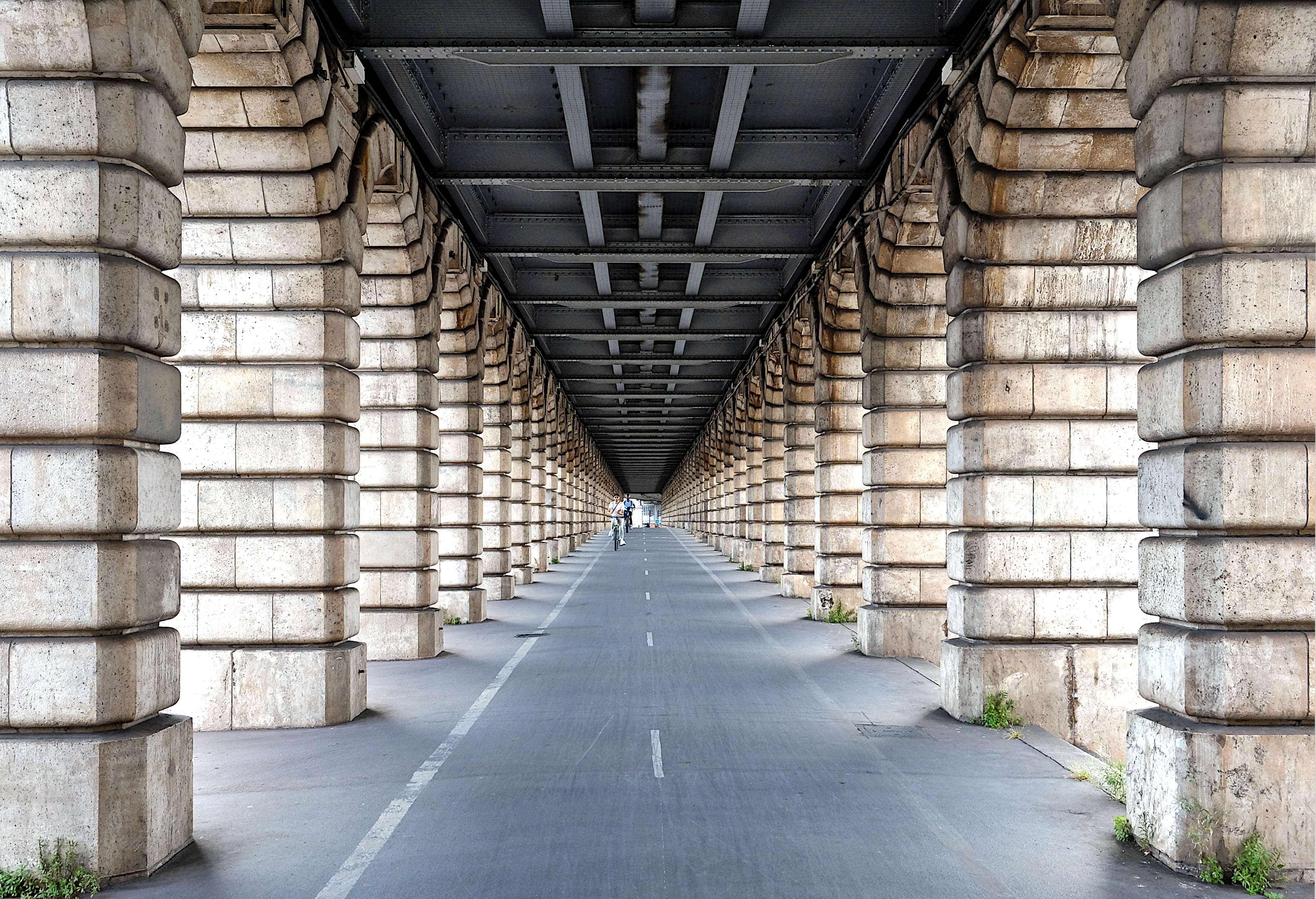
Sous le viaduc central (2025).